# Cluzobra butleri
Cluzobra butleri är en tvåvingeart som beskrevs av Lane 1959. Cluzobra butleri ingår i släktet Cluzobra och familjen svampmyggor. Inga underarter finns listade i Catalogue of Life.